# Prackovice nad Labem
Prackovice nad Labem (en allemand : Praskowitz) est une commune du district de Litoměřice, dans la région d'Ústí nad Labem, en Tchéquie. Sa population s'élevait à 626 habitants en 2021.

## Géographie
Prackovice nad Labem se trouve sur la rive gauche de l'Elbe, à 8 km au nord-ouest de Litoměřice, à 11 km au nord d'Ústí nad Labem et à 63 km au nord-ouest de Prague.
La commune est limitée par Řehlovice et Dolní Zálezly au nord, par Ústí nad Labem et Libochovany à l'est, par Malé Žernoseky au sud, et par Velemín à l'ouest.

## Administration
La commune se compose de deux quartiers :
- Litochovice nad Labem
- Prackovice nad Labem

## Histoire
La première mention écrite du village date de 1057.

## Transports
Par la route, Prackovice nad Labem se trouve à 7 km de Lovosice, à 14 km d'Ústí nad Labem, à 18 km de Litoměřice et à 72 km de Prague. Le territoire de la commune est traversé par l'autoroute D8, dont l'accès le plus proche se trouve à Losovice (sortie no 48).